# Jamajka na Mistrzostwach Świata w Lekkoatletyce 2015
Jamajka na Mistrzostwach Świata w Lekkoatletyce 2015 – reprezentacja Jamajki podczas Mistrzostw Świata w Pekinie liczyła 50 zawodników. Zdobyli oni 12 medali, w tym 7 złotych, co dało im 2. miejsce w klasyfikacji medalowej. W klasyfikacji punktowej reprezentacja Jamajki zajęła 3. miejsce.

## Występy reprezentantów Jamajki

### Mężczyźni

#### Konkurencje biegowe
| Konkurencja                | Zawodnik                                                                        | Runda 1      | Runda 1 | Półfinał   | Półfinał | Finał        | Finał   |
| Konkurencja                | Zawodnik                                                                        | Rezultat     | Pozycja | Rezultat   | Pozycja  | Rezultat     | Pozycja |
| -------------------------- | ------------------------------------------------------------------------------- | ------------ | ------- | ---------- | -------- | ------------ | ------- |
| Bieg na 100 m              | Nickel Ashmeade                                                                 | 10,19        | 27. Q   | 10,06      | 14.      | NQ           | NQ      |
| Bieg na 100 m              | Usain Bolt                                                                      | 9,96         | 5. Q    | 9,96       | 3. Q     | 9,79 (SB)    | złoto   |
| Bieg na 100 m              | Asafa Powell                                                                    | 9,95         | 4. Q    | 9,97       | 6. Q     | 10,00        | 7.      |
| Bieg na 200 m              | Nickel Ashmeade                                                                 | 20,40        | 25. Q   | 20,19      | 9. Q     | 20,33        | 8.      |
| Bieg na 200 m              | Usain Bolt                                                                      | 20,28        | 13. Q   | 19,95 (SB) | 2. Q     | 19,55 (WL)   | złoto   |
| Bieg na 200 m              | Julian Forte                                                                    | 20,16        | 5. Q    | 20,57      | 23.      | NQ           | NQ      |
| Bieg na 200 m              | Warren Weir                                                                     | 20,24 (SB)   | 11. Q   | 20,43      | 18.      | NQ           | NQ      |
| Bieg na 400 m              | Javon Francis                                                                   | 44,83        | 17. Q   | 44,77      | 12.      | NQ           | NQ      |
| Bieg na 400 m              | Peter Matthews                                                                  | 44,69 (PB)   | 15. q   | 45,42      | 22.      | NQ           | NQ      |
| Bieg na 400 m              | Rusheen McDonald                                                                | 43,93 (NR)   | 1. Q    | 44,86      | 15.      | NQ           | NQ      |
| Bieg na 5000 m             | Kemoy Campbell                                                                  | 14:00,55     | 31.     | —          | —        | NQ           | NQ      |
| Bieg na 110 m przez płotki | Omar McLeod                                                                     | 13,43        | 11. Q   | 13,14      | 3. Q     | 13,18        | 6.      |
| Bieg na 110 m przez płotki | Hansle Parchment                                                                | 13,33        | 6. Q    | 13,16      | 4. Q     | 13,03 (SB)   | srebro  |
| Bieg na 110 m przez płotki | Andrew Riley                                                                    | 13,43        | 11. Q   | 13,43      | 16.      | NQ           | NQ      |
| Bieg na 400 m przez płotki | Roxroy Cato                                                                     | 49,47        | 25.     | NQ         | NQ       | NQ           | NQ      |
| Bieg na 400 m przez płotki | Leford Green                                                                    | 49,33        | 19. q   | 49,59      | 20.      | NQ           | NQ      |
| Bieg na 400 m przez płotki | Annsert Whyte                                                                   | 49,10        | 14. Q   | 48,90 (SB) | 16.      | NQ           | NQ      |
| Sztafeta 4 × 100 m         | Nesta Carter Asafa Powell Nickel Ashmeade Usain Bolt Rasheed Dwyer (el.)        | 37,41 (SB)   | 1. Q    | —          | —        | 37,36 (WL)   | złoto   |
| Sztafeta 4 × 400 m         | Peter Matthews Ricardo Chambers Rusheen McDonald Javon Francis Dane Hyatt (el.) | 2:58,69 (SB) | 3. Q    | —          | —        | 2:58,51 (SB) | 4.      |

#### Konkurencje techniczne
| Konkurencja    | Zawodnik         | Eliminacje | Eliminacje | Finał      | Finał   |
| Konkurencja    | Zawodnik         | Rezultat   | Pozycja    | Rezultat   | Pozycja |
| -------------- | ---------------- | ---------- | ---------- | ---------- | ------- |
| Skok w dal     | Damar Forbes     | 7,62       | 26.        | NQ         | NQ      |
| Pchnięcie kulą | O’Dayne Richards | 20,66      | 6. q       | 21,69 (NR) | brąz    |
| Rzut dyskiem   | Fedrick Dacres   | 65,77      | 1. Q       | 64,22      | 7.      |
| Rzut dyskiem   | Jason Morgan     | 60,85      | 22.        | NQ         | NQ      |
| Rzut dyskiem   | Chad Wright      | 61,53      | 17.        | NQ         | NQ      |

### Kobiety

#### Konkurencje biegowe
| Konkurencja                   | Zawodniczka | Runda 1    | Runda 1 | Półfinał   | Półfinał | Finał             | Finał   |
| Konkurencja                   | Zawodniczka | Rezultat   | Pozycja | Rezultat   | Pozycja  | Rezultat          | Pozycja |
| ----------------------------- | --- | ---------- | ------- | ---------- | -------- | ----------------- | ------- |
| Bieg na 100 m                 | Veronica Campbell-Brown | 11,04      | 6. Q    | 10,89 (SB) | 4. Q     | 10,91             | 4.      |
| Bieg na 100 m                 | Shelly-Ann Fraser-Pryce | 10,88      | 1. Q    | 10,82      | 1. Q     | 10,76             | złoto   |
| Bieg na 100 m                 | Natasha Morrison | 11,08      | 8. Q    | 10,96 (PB) | 7. q     | 11,02             | 7.      |
| Bieg na 100 m                 | Sherone Simpson | 11,22      | 18. Q   | 11,06      | 11.      | NQ                | NQ      |
| Bieg na 200 m                 | Veronica Campbell-Brown | 22,79      | 8. Q    | 22,47 (SB) | 7. q     | 21,97 (SB)        | brąz    |
| Bieg na 200 m                 | Sherone Simpson | 22,52 (SB) | 3. Q    | 22,53      | 8. Q     | 22,50             | 8. (SB) |
| Bieg na 200 m                 | Elaine Thompson | 22,78      | 7. Q    | 22,13      | 2. Q     | 21,66 (PB)        | srebro  |
| Bieg na 400 m                 | Christine Day | 50,58      | 6. Q    | 50,82      | 10. Q    | 50,14 (PB)        | 4.      |
| Bieg na 400 m                 | Shericka Jackson | 50,41      | 3. Q    | 50,03 (PB) | 2. Q     | 49,99 (PB)        | brąz    |
| Bieg na 400 m                 | Stephenie Ann McPherson | 50,34 (SB) | 1. Q    | 50,32 (SB) | 5. Q     | 50,42             | 5.      |
| Bieg na 400 m                 | Novlene Williams-Mills | 51,07 (SB) | 12. Q   | 50,47 (SB) | 6. q     | 50,47 (SB)        | 6.      |
| Bieg na 800 m                 | Simoya Campbell | 2:01,43    | 28.     | NQ         | NQ       | NQ                | NQ      |
| Bieg na 800 m                 | Natoya Goule | 2:02,37    | 33.     | NQ         | NQ       | NQ                | NQ      |
| Bieg na 100 m przez płotki    | Kimberly Laing | 13,10      | 23. q   | 13,00      | 16.      | NQ                | NQ      |
| Bieg na 100 m przez płotki    | Danielle Williams | 12,77      | 3. Q    | 12,58 (PB) | 1. Q     | 12,57 (PB)        | złoto   |
| Bieg na 100 m przez płotki    | Shermaine Williams | 12,78 (PB) | 4. Q    | 12,86      | 8. Q     | 12,95             | 7.      |
| Bieg na 400 m przez płotki    | Janeive Russell | 55,09      | 7. Q    | 54,78 (SB) | 6. Q     | 54,64 (PB)        | 5.      |
| Bieg na 400 m przez płotki    | Kaliese Spencer | 55,03      | 6. Q    | 54,45      | 4. Q     | 55,47             | 8.      |
| Bieg na 400 m przez płotki    | Shevon Stoddart | 56,60      | 27.     | NQ         | NQ       | NQ                | NQ      |
| Bieg na 400 m przez płotki    | Ristananna Tracey | 57,60      | 30.     | NQ         | NQ       | NQ                | NQ      |
| Bieg na 3000 m z przeszkodami | Aisha Praught | DSQ        | DSQ     | —          | —        | NQ                | NQ      |
| Sztafeta 4 × 100 m            | Veronica Campbell-Brown Natasha Morrison Elaine Thompson Shelly-Ann Fraser-Pryce Sherone Simpson (el.) Kerron Stewart (el.) | 41,84 (WL) | 1. Q    | —          | —        | 41,07(CR, WL, NR) | złoto   |
| Sztafeta 4 × 400 m            | Christine Day Shericka Jackson Stephenie Ann McPherson Novlene Williams-Mills Chris-Ann Gordon (el.) Anastasia Le-Roy (el.) | 3:23,62    | 3. Q    | —          | —        | 3:19,13 (WL)      | złoto   |

#### Konkurencje techniczne
| Konkurencja    | Zawodniczka       | Eliminacje | Eliminacje | Finał      | Finał   |
| Konkurencja    | Zawodniczka       | Rezultat   | Pozycja    | Rezultat   | Pozycja |
| -------------- | ----------------- | ---------- | ---------- | ---------- | ------- |
| Trójskok       | Shanieka Thomas   | 14,05      | 8. q       | 14,08      | 11.     |
| Trójskok       | Kimberly Williams | 14,23      | 6. q       | 14,45 (SB) | 5.      |
| Pchnięcie kulą | Danniel Thomas    | 16,62      | 22.        | NQ         | NQ      |

| Siedmiobój   | Siedmiobój         | Siedmiobój | Siedmiobój | Siedmiobój |
| Zawodniczka  | Konkurencja        | Wynik      | Punkty     | Pozycja    |
| ------------ | ------------------ | ---------- | ---------- | ---------- |
| Salcia Slack | Bieg na 100 m p.pł | 13,98      | 981        | 26.        |
| Salcia Slack | Skok wzwyż         | 1,62 (SB)  | 759        | 33.        |
| Salcia Slack | Pchnięcie kulą     | 13,53      | 763        | 19.        |
| Salcia Slack | Bieg na 200 m      | 24,73      | 912        | 18.        |
| Salcia Slack | Skok w dal         | 5,54       | 712        | 29.        |
| Salcia Slack | Rzut oszczepem     | 36,11      | 593        | 28.        |
| Salcia Slack | Bieg na 800 m      | DNS        | DNS        | DNS        |
| Razem        | Razem              | Razem      | DNF        | DNF        |